# SmithGroup
SmithGroup est une entreprise américaine d'architecture et d'ingénierie.
Fondée à Détroit en 1853 par l'architecte Sheldon Smith, SmithGroup a porté également les noms de Field, Hinchman & Smith à partir de 1903 et Smith, Hinchman & Grylls à partir de 1907. Ce n'est qu'en 2000 que l'entreprise a adopté son nom actuel avec une période d'utilisation du nom SmithGroupJJR de 2011 à 2018 à la suite de l'intégration d'une filiale, JJR.
En date de 2019, SmithGroup se classe parmi les cinquante meilleurs cabinets d'architecture selon Architect: The Journal of the American Institute of Architects, le magazine officiel de l'American Institute of Architects (AIA).
L'entreprise compte une quinzaine d'implantations aux États-Unis et une à l'international, en Chine.
Les architectes notables du cabinet incluent Minoru Yamasaki, Wirt C. Rowland (en), C. Howard Crane (en) et Rosa Sheng (en).